# Scourge
Scourge es una banda brasileña de death metal. La banda fue formada en 2008 por el bajista y vocalista Juárez "Tibanha" Távora, conocido en el escenario extremo de Brasil desde los años 80 por haber fundado junto con Wagner Lamounier la banda "Cirrhosis" y más recientemente por ser cantante de la banda "Tributo ao Sarcófago".
Hasta ahora, la banda lanzó tres demos. Su álbum debut, "...On The Sin, Death, Lust and Hate..." será lanzado en junio de 2010 por Cogumelo Records en Brasil y Relapse Records en Europa. El álbum será producido por el exbajista de Sarcófago, Gerald "Incubus" Minelli.

## Miembros

### Actuales
- Juárez "Tibanha" Távora - Bajo - Voz - (2008 - actualidad)
- Fernando Allencar - Batería - (2008 - actualidad)
- Marcelo Guarato - Guitarra - (2008 - actualidad)
- Henrique Allencar - Guitarra - (2008 - actualidad)

## Discografía

### Álbumes
- ...On The Sin, Death, Lust and Hate... (2010)
- Hate Metal (2014)